# Basket Parma 2015-2016
Questa voce raccoglie le informazioni riguardanti il Basket Parma nelle competizioni ufficiali della stagione 2015-2016.

## Stagione
La stagione 2015-2016 della Lavezzini Parma è la quarantesima consecutiva che disputa in Serie A1 femminile.

## Verdetti stagionali
Competizioni nazionali
- Serie A1:

stagione regolare: 6º posto su 14 squadre (12-14);
play-off: quarti di finale persi contro Ragusa (0-2).

## Roster
|    | Naz.                   | Ruolo | Sportivo                 | Anno | Alt. |  |            |
| -- | ---------------------- | ----- | ------------------------ | ---- | ---- |  | ---------- |
| 4  | Italia (bandiera)      | P     | Arianna Meschi           | 1997 | 165  |  |            |
| 5  | Italia (bandiera)      | G     | Viviana Lucca            | 1999 | 165  |  |            |
| 6  | Italia (bandiera)      | G     | Chiara Bacchini          | 1998 | 177  |  |            |
| 7  | Italia (bandiera)      | P     | Francesca Zara           | 1976 | 178  |  | (capitano) |
| 8  | Italia (bandiera)      | AC    | Sara Giorgi              | 1986 | 188  |  |            |
| 9  | Italia (bandiera)      | G     | Laura Spreafico          | 1991 | 178  |  |            |
| 10 | Italia (bandiera)      | A     | Valeria De Pretto        | 1991 | 185  |  |            |
| 11 | Italia (bandiera)      | A     | Annalisa Trevisan        | 1996 | 184  |  |            |
| 12 | Nigeria (bandiera)     | A     | Uju Ugoka                | 1993 | 185  |  |            |
| 13 | Italia (bandiera)      | P     | Sofia Marangoni          | 1995 | 174  |  |            |
| 14 | Stati Uniti (bandiera) | G     | Christine Clark          | 1992 | 173  |  |            |
| 15 | Italia (bandiera)      | A     | Beatrice Omotayo Olajide | 1998 | 178  |  |            |
| 16 | Italia (bandiera)      | A     | Martina Minari           | 1997 | 186  |  |            |
| 31 | Rep. Ceca (bandiera)   | C     | Renata Březinová         | 1990 | 190  |  |            |

## Mercato
Riconfermato il coach Mauro Procaccini, come l'ala-centro Sara Giorgi, la play Sofia Marangoni e la guardia Christine Clark, la società ha effettuato i seguenti trasferimenti:
| Acquisti | Acquisti          | Acquisti        | Acquisti   |
| R.       | Nome              | da              | Modalità   |
| -------- | ----------------- | --------------- | ---------- |
| P        | Francesca Zara    | Vigarano        | definitivo |
| G        | Laura Spreafico   | Famila Schio    | definitivo |
| A        | Valeria De Pretto | Pall. Broni     | definitivo |
| A        | Uju Ugoka         | Vigarano        | definitivo |
| C        | Renata Březinová  | Azzurra Orvieto | definitivo |
| P        | Arianna Meschi    | giovanili       | definitivo |
| G        | Viviana Lucca     | giovanili       | definitivo |
| A        | Martina Minari    | giovanili       | definitivo |

| Cessioni | Cessioni               | Cessioni         | Cessioni       |
| R.       | Nome                   | a                | Modalità       |
| -------- | ---------------------- | ---------------- | -------------- |
| P        | Valeria Battisodo      | Famila Schio     | fine contratto |
| G        | Maria Chiara Franchini | -                | ritiro         |
| G        | Claudia Corbani        | -                | fine contratto |
| A        | Sara Crudo             | Vigarano         | fine contratto |
| AC       | Olga Maznichenko       | Namur Capitale   | fine contratto |
| C        | Sonja Kireta           | -                | fine contratto |
| C        | Megan Kritscher        | BLK Slavia Praga | fine contratto |

## Risultati

### Campionato

#### Girone di andata
| Napoli 4 ottobre 2015, ore 14:15 CEST 1ª giornata | Basket Parma | 45 – 66 (5-17; 23-28; 37-48) referto | Reyer Venezia | PalaVesuvio |

| Lucca 11 ottobre 2015, ore 18:00 CEST 2ª giornata | Le Mura Lucca | 93 – 81 (31-13; 54-37; 77-60) referto | Basket Parma | PalaTagliate |

| Parma 18 ottobre 2015, ore 18:00 CEST 3ª giornata | Basket Parma | 82 – 72 (14-13; 36-31; 58-49) referto | Dike Napoli | PalaCiti |

| Torino 25 ottobre 2015, ore 18:00 CET 4ª giornata | Pall. Torino | 72 – 95 (18-35; 28-52; 60-75) referto | Basket Parma | PalaEinaudi |

| Parma 1º novembre 2015, ore 18:00 CET 5ª giornata | Basket Parma | 79 – 56 (16-20; 36-35; 62-44) referto | Azzurra Orvieto | PalaCiti |

| Ragusa 8 novembre 2015, ore 18:00 CET 6ª giornata | Eirene Ragusa | 68 – 61 (22-16; 35-28; 49-48) referto | Basket Parma | PalaMinardi |

| Parma 14 novembre 2015, ore 20:30 CET 7ª giornata | Basket Parma | 49 – 75 (9-16; 24-36; 36-59) referto | Umbertide | PalaCiti |

| San Martino di Lupari 29 novembre 2015, ore 18:00 CET 8ª giornata | San Martino | 73 – 59 (19-15; 29-27; 53-34) referto | Basket Parma | Palazzetto dello Sport |

| Parma 6 dicembre 2015, ore 18:00 CET 9ª giornata | Basket Parma | 67 – 59 (13-14; 31-28; 49-46) referto | GEAS | PalaCiti |

| Arbitri: | Chiara Maria Agnese Vanzini (Milano) Andrea Chersicla (Lecco) Mauro Moretti (Marsciano) |

|                     |          |          |
| Zanoguera 24        | Punti    | 24 Ugoka |
| Gray, Tagliamento 3 | Assist   | 2 Zara   |
| Treffers 12         | Rimbalzi | 24 Ugoka |

| Arbitri: | Leonardo Solfanelli (Livorno) Alessio Fabiani (Altopascio) Davide Scudiero (Milano) |

|          |          |                       |
| Ugoka 21 | Punti    | 20 Anderson, Yacoubou |
| Zara 5   | Assist   | 2 Masciadri           |
| Ugoka 6  | Rimbalzi | 14 Yacoubou           |

| Arbitri: | Chiara Maschietto (Treviso) Silvia Marziali (Roma) Diletta Bandinelli (Siena) |

|          |          |             |
| Ugoka 21 | Punti    | 26 Prahalis |
| Zara 7   | Assist   | 6 Prahalis  |
| Ugoka 17 | Rimbalzi | 12 Milić    |

| Arbitri: | Luca Bonfante (Lonigo) Jacopo Pazzaglia (Pesaro) Francesco Meneghini (Thiene) |

|              |          |          |
| Ostarello 20 | Punti    | 19 Ugoka |
| D'Alie 5     | Assist   | 3 Zara   |
| Ostarello 19 | Rimbalzi | 23 Ugoka |

#### Girone di ritorno
| Arbitri: | Alessandro Nicolini (Palermo) Calogero Cappello (Porto Empedocle) Angela Rita Castiglione (Palermo) |

|          |          |              |
| Ugoka 18 | Punti    | 15 Christmas |
| Zara 3   | Assist   | 3 Fontenette |
| Ugoka 12 | Rimbalzi | 15 Růžičková |

| Arbitri: | Valerio Grigioni (Roma) Saverio Barone (Brescia) Giacomo Dori (Mirano) |

|                   |          |                 |
| De Pretto 16      | Punti    | 27 Harmon       |
| Březinová, Zara 3 | Assist   | 7 Dotto         |
| Ugoka 17          | Rimbalzi | 7 Dotto, Harmon |

| Arbitri: | Roberto Radaelli (Rho) Alessandro Pilati (Zanè) Christian Mottola (Taranto) |

|                       |          |          |
| Petronytė 17 Quinn 16 | Punti    | 19 Clark |
|                       | Assist   | 4 Zara   |
| Burdick 13            | Rimbalzi | 16 Ugoka |

| Arbitri: | Nicola Beneduce (Caserta) Mattia Eugenio Martellosio (Buccinasco) Valentina Del Monaco (Maddaloni) |

|                       |          |          |
| Březinová 19 Ugoka 18 | Punti    | 22 Smith |
| Zara 6                | Assist   |          |
| Ugoka 13              | Rimbalzi | 7 Smith  |

| Porano 7 febbraio 2016, ore 18:00 CET 18ª giornata | Azzurra Orvieto | 73 – 63 (22-11; 32-30; 58-45) referto | Basket Parma | Palazzetto dello Sport |

| Parma 28 febbraio 2016, ore 18:00 CET 19ª giornata | Basket Parma | 60 – 64 (14-12; 23-31; 46-46) referto | Eirene Ragusa | PalaCiti |

| Umbertide 2 marzo 2016, ore 20:30 CET 20ª giornata | Umbertide | 73 – 75 (15-22; 36-43; 52-61) referto | Basket Parma | PalaMorandi |

| Parma 6 marzo 2016, ore 18:00 CET 21ª giornata | Basket Parma | 65 – 72 (19-15; 32-34; 53-53) referto | San Martino | PalaCiti |

| Sesto San Giovanni 13 marzo 2016, ore 18:00 CET 22ª giornata | GEAS | 70 – 75 (21-23; 43-45; 55-59) referto | Basket Parma | PalaCarzaniga |

| Parma 20 marzo 2016, ore 18:00 CET 23ª giornata | Basket Parma | 78 – 76 (13-21; 34-36; 51-59) referto | PB63 Battipaglia | PalaCiti |

| Schio 26 marzo 2016, ore 19:00 CET 24ª giornata | Famila Schio | 97 – 62 (23-7; 45-30; 72-47) referto | Basket Parma | Palasport Livio Romare |

| Cagliari 13 febbraio 2016, ore 20:30 CET 25ª giornata | CUS Cagliari | 57 – 98 (9-28; 25-51; 39-77) referto | Basket Parma | PalaCus |

| Parma 10 aprile 2016, ore 18:00 CEST 26ª giornata | Basket Parma | 65 – 70 (24-19; 41-34; 46-54) referto | Vigarano | PalaCiti |

#### Play-off

##### Primo turno
| Arbitri: | Andrea Bongiorni (Pisa) Leonardo Solfanelli (Livorno) Diletta Bandinelli (Murlo) |

|              |          |          |
| Orrange 24   | Punti    | 19 Clark |
| Ostarello 5  | Assist   | 5 Zara   |
| Ostarello 11 | Rimbalzi | 16 Ugoka |

| Arbitri: | Guido Giovannetti (Terni) Anna Rosa Nocera (Catanzaro) Alessio Dionisi (Fabriano) |

|                    |          |             |
| Clark 28           | Punti    | 19 Orrange  |
| Zara 5             | Assist   |             |
| De Pretto, Ugoka 8 | Rimbalzi | 8 Ostarello |

##### Quarti di finale
| Arbitri: | Angela Rita Castiglione (Palermo) Calogero Cappello (Agrigento) Corrado Triffiletti (Messina) |

|            |          |                     |
| Brunson 17 | Punti    | 16 Březinová, Ugoka |
| Erkič 2    | Assist   | 2 Březinová         |
| Little 12  | Rimbalzi | 9 De Pretto         |

| Arbitri: | Alberto Scrima (Catanzaro) Salvatore Nuara (Selvazzano Dentro) Francesco Meneghini (Thiene) |

|          |          |             |
| Clark 20 | Punti    | 19 Little   |
| Zara 4   | Assist   | 3 Consolini |
| Ugoka 10 | Rimbalzi | 10 Brunson  |

## Statistiche

### Statistiche di squadra
| Competizione | Punti | In casa | In casa | In casa | In casa | In casa | In trasferta | In trasferta | In trasferta | In trasferta | In trasferta | Totale | Totale | Totale | Totale | Totale | Totale |
| Competizione | Punti | G       | V       | P       | Ptf     | Pts     | G            | V            | P            | Ptf          | Pts          | G      | V      | P      | Ptf    | Pts    | Diff.  |
| ------------ | ----- | ------- | ------- | ------- | ------- | ------- | ------------ | ------------ | ------------ | ------------ | ------------ | ------ | ------ | ------ | ------ | ------ | ------ |
| Serie A1     | 24    | 14      | 7       | 7       | 938     | 957     | 12           | 5            | 7            | 884          | 903          | 26     | 12     | 14     | 1822   | 1860   | -38    |
| Play-off     |       | 2       | 1       | 1       | 146     | 145     | 2            | 0            | 2            | 123          | 146          | 4      | 1      | 3      | 269    | 291    | -22    |
| Totale       | 24    | 16      | 8       | 8       | 1084    | 1102    | 14           | 5            | 9            | 1007         | 1049         | 30     | 13     | 17     | 2091   | 2151   | -60    |

### Statistiche delle giocatrici
| Giocatrice               | Partite | Partite | Partite | Pun | Min. | Falli | Falli | Tiri da 2 | Tiri da 2 | Tiri da 2 | Tiri da 3 | Tiri da 3 | Tiri da 3 | Tiri Liberi | Tiri Liberi | Tiri Liberi | Rimbalzi | Rimbalzi | Rimbalzi | Stopp. | Stopp. | Palle | Palle | Ass | Val. | Val.   | A+dP |
| Giocatrice               | Pr      | PG      | SF      | Pun | Min. | C     | S     | R         | T         | %         | R         | T         | %         | R           | T           | %           | O        | D        | T        | D      | S      | P     | R     | Ass | Lega | OER    | A+dP |
| ------------------------ | ------- | ------- | ------- | --- | ---- | ----- | ----- | --------- | --------- | --------- | --------- | --------- | --------- | ----------- | ----------- | ----------- | -------- | -------- | -------- | ------ | ------ | ----- | ----- | --- | ---- | ------ | ---- |
| Christine Clark          | 30      | 30      | 30      | 494 | 927  | 76    | 121   | 127       | 248       | 51,2      | 38        | 93        | 40,9      | 126         | 150         | 84,0        | 36       | 64       | 100      | 1      | 14     | 68    | 47    | 19  | 424  | 101,90 | -2   |
| Uju Ugoka                | 30      | 30      | 30      | 479 | 1031 | 83    | 144   | 189       | 366       | 51,6      | 0         | 2         | 0,0       | 101         | 162         | 62,3        | 134      | 289      | 423      | 5      | 15     | 109   | 55    | 14  | 673  | 86,93  | -40  |
| Laura Spreafico          | 30      | 28      | 27      | 285 | 744  | 70    | 50    | 30        | 88        | 34,1      | 65        | 179       | 36,3      | 30          | 44          | 68,2        | 5        | 34       | 39       | 1      | 7      | 44    | 23    | 19  | 110  | 78,80  | -2   |
| Renata Březinová         | 30      | 30      | 30      | 275 | 795  | 95    | 59    | 85        | 174       | 48,9      | 21        | 88        | 23,9      | 42          | 53          | 79,2        | 43       | 123      | 166      | 11     | 5      | 50    | 31    | 29  | 254  | 80,00  | 10   |
| Valeria De Pretto        | 30      | 30      | 3       | 227 | 717  | 41    | 63    | 74        | 146       | 50,7      | 9         | 43        | 20,9      | 52          | 69          | 75,4        | 15       | 65       | 80       | 5      | 2      | 40    | 19    | 9   | 197  | 82,93  | -12  |
| Francesca Zara           | 30      | 29      | 28      | 145 | 715  | 48    | 41    | 42        | 105       | 40,0      | 12        | 44        | 27,3      | 25          | 33          | 75,8        | 10       | 46       | 56       | 2      | 3      | 87    | 35    | 100 | 138  | 49,77  | 48   |
| Sofia Marangoni          | 30      | 30      | 2       | 119 | 557  | 65    | 34    | 32        | 85        | 37,6      | 13        | 49        | 26,5      | 16          | 27          | 59,3        | 9        | 28       | 37       | 3      | 2      | 43    | 19    | 25  | 27   | 56,17  | 1    |
| Sara Giorgi              | 30      | 30      |         | 59  | 435  | 58    | 24    | 19        | 47        | 40,4      | 3         | 8         | 37,5      | 12          | 23          | 52,2        | 15       | 44       | 59       |        | 6      | 24    | 14    | 11  | 35   | 56,67  | 1    |
| Chiara Bacchini          | 21      | 11      |         | 6   | 40   | 5     |       | 3         | 4         | 75,0      | 0         | 2         | 0,0       |             |             |             | 2        | 2        | 4        |        |        | 1     | 3     | 1   | 5    | 22,24  | 3    |
| Annalisa Trevisan        | 25      | 9       |         | 2   | 31   | 1     | 2     | 1         | 4         | 25,0      | 0         | 1         | 0,0       |             |             |             | 1        | 1        | 2        | 1      |        | 1     |       | 1   | 2    | 4,00   |      |
| Martina Minari           | 18      | 6       |         |     | 16   | 1     |       |           |           |           |           |           |           |             |             |             |          | 2        | 2        |        |        |       |       |     | 1    | 0,00   |      |
| Arianna Meschi           | 12      | 5       |         |     | 15   | 1     | 2     |           |           |           | 0         | 1         | 0,0       | 0           | 2           | 0,0         |          |          |          |        | 1      | 2     |       |     | -5   | 0,00   | -2   |
| Beatrice Omotayo Olajide | 6       | 1       |         |     | 2    | 1     |       |           |           |           |           |           |           |             |             |             |          |          |          |        |        |       |       |     | -1   | 0,00   |      |
| Viviana Lucca            | 7       |         |         |     |      |       |       |           |           |           |           |           |           |             |             |             |          |          |          |        |        |       |       |     |      | 0,00   |      |